# Roberto Murolo
Pour les articles homonymes, voir Murolo.
Roberto Murolo, né le 19 janvier 1912 à Naples et mort dans la même ville le 13 mars 2003, est un auteur-compositeur-interprète, guitariste et acteur italien. Il est, avec Renato Carosone, Sergio Bruni et Aurelio Fierro, l'un des interprètes majeurs de la chanson napolitaine.

## Biographie

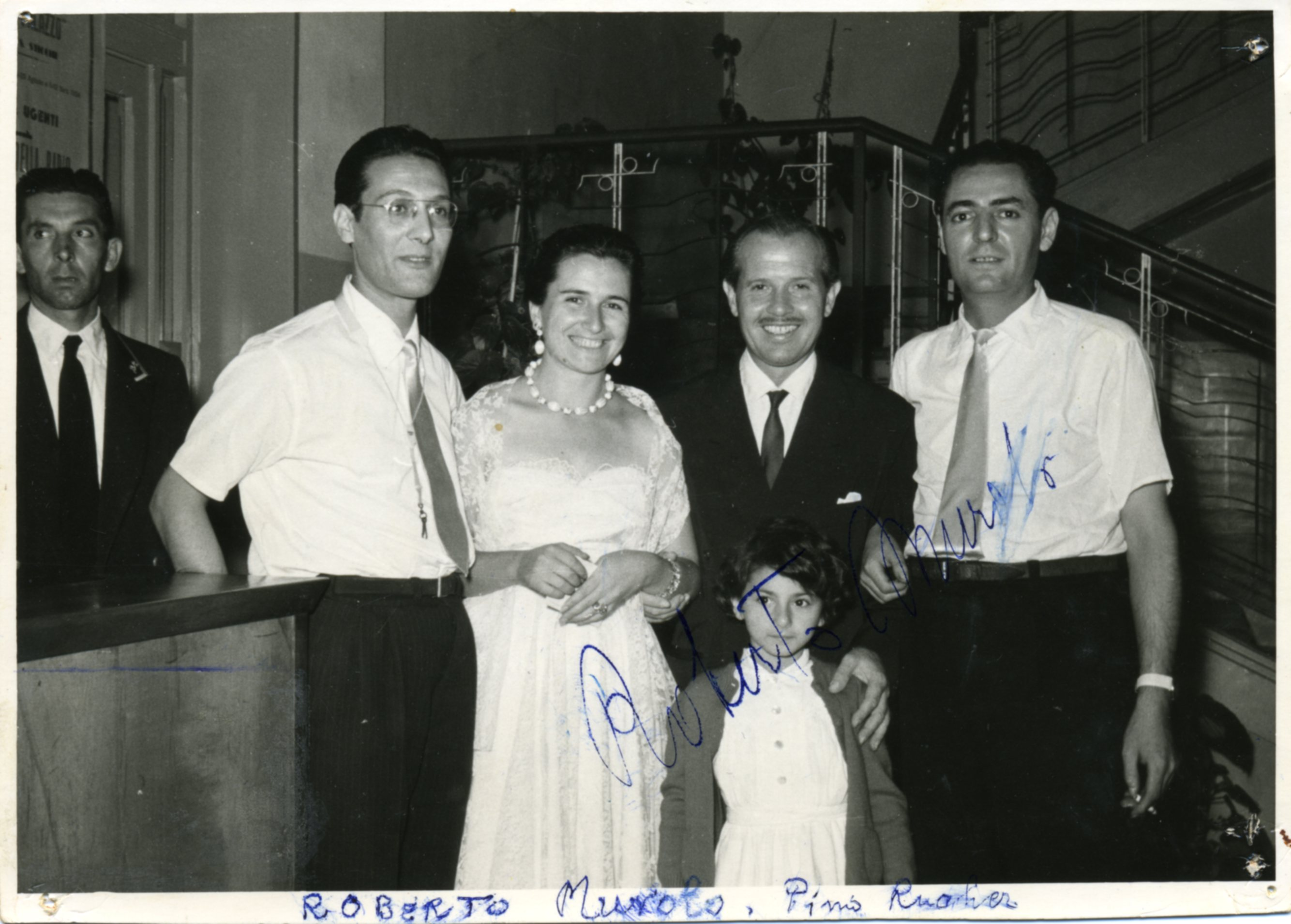
Roberto Murolo et Pino Rucher

Robert Murolo naît le 19 janvier 1912 (mais il n'est inscrit sur le registre des naissances que le 23) à Naples. Il est le septième enfant de Lia Cavalli et du poète Ernesto Murolo. Ernesto était également un des principaux auteurs de la chanson napolitaine avec Salvatore Di Giacomo et E. A. Mario.
Après les  succès obtenus avec le « quartetto Mida » et quelques participations à des films entre 1949 et 1965, Murolo enregistre la célèbre « Napoletana », anthologie de douze albums sur la chanson parthénopéenne depuis le XIIIe siècle, qu'il réalise entre 1959 et 1963 avec le guitariste Eduardo Caliendo.

## Discographie

### Disques 33 tours
- 1955 : Roberto Murolo e la sua chitarra (1re sélection) (chez Durium).
- 1955 : Roberto Murolo e la sua chitarra (2e sélection) (chez Durium).
- 1955 : Mélodie napolitaine pour chant et piano, avec Luciano Sangiorgi (chez Durium).
- 1955 : Roberto Murolo e la sua chitarra (3e sélection) (chez Durium).
- 1955 : Roberto Murolo e la sua chitarra (4e sélection) (chez Durium).
- 17 février 1756 : Roberto Murolo e la sua chitarra (5e sélection) (chez Durium).
- 1957 : Vecchia Napoli - Recueil de chanson populaire napolitaine antérieure à 1900 (chez Durium).
- 1957 : Vecchia Napoli - Recueil de chanson populaire napolitaine antérieure à 1900, volume I (chez Durium).
- 1957 : Vecchia Napoli - Recueil de chanson populaire napolitaine antérieure à 1900, volume II (chez Durium).
- 1957 : Vecchia Napoli - Recueil de chanson populaire napolitaine antérieure à 1900, volume III (chez Durium).
- 1958 : Vecchia Napoli - Recueil de chanson populaire napolitaine antérieure à 1900, volume IV (chez Durium).
- 1959 : Vecchia Napoli - Recueil de chanson populaire napolitaine antérieure à 1900, volume V (chez Durium).
- 1959 : Hommage à Salvatore Di Giacomo (chez Durium).
- 1959 : Vecchia Napoli - Recueil de chanson populaire napolitaine antérieure à 1900, volume VI (chez Durium).
- 1959 : Roberto Murolo e la sua chitarra (chez Durium).
- 1959 : Hommage à Ernesto Murolo (chez Durium).

## Filmographie
- 1949 : Le Mensonge d'une mère de Raffaello Matarazzo
- 1949 : Paolo et Francesca (Paolo e Francesca) de Raffaello Matarazzo
- 1950 : Bannie du foyer de Raffaello Matarazzo
- 1950 : Il voto de Mario Bonnard
- 1950 : Police en alerte (I Falsari) de Franco Rossi
- 1951 : Trois Pas au Nord (Three Steps North) de W. Lee Wilder
- 1951 : Milano miliardaria de Vittorio Metz, Marino Girolami et Marcello Marchesi
- 1952 : L'Île des passions (Menzogna) d'Ubaldo Maria Del Colle
- 1953 : La Route du bonheur de Giorgio Simonelli et Maurice Labro
- 1965 : Questi pazzi, pazzi italiani de Tullio Piacentini (it)
- 1965 : Viale della canzone (it) de Tullio Piacentini (it)
- 1989 : Cavalli si nasce de Sergio Staino